# Australothis hyperchroa
Australothis hyperchroa là một loài bướm đêm trong họ Noctuidae.